# ジュゼッペ・メアッツァ
ジュゼッペ・メアッツァ（Giuseppe Meazza、イタリア語発音: [d͡ʒuˈzɛppe meˈatt͡sa]、1910年8月23日 - 1979年8月21日）は、イタリア王国・ミラノ出身のサッカー選手。愛称は“ペッピーノ(Peppino)”、“バリッラ(il Balilla)”。ポジションはフォワード。
20世紀前半のイタリア・セリエAで活躍し、インテル、ACミラン、ユヴェントスのイタリア3大チームを渡り歩いた稀有な選手の一人。特にメアッツァ自身がプロデビューを果たしたインテルでは、同チームの第一期黄金時代の中心的役割を担い、1927年から1940年に渡る最初の在籍13シーズン中、3回の得点王を獲得して2回の優勝と1回のコッパ・イタリア制覇に貢献した。
またイタリア代表としても1934年と1938年のワールドカップ連覇を果たしたアズーリの中心的選手だった事から、サッカー史上最高の選手の1人であり、イタリア史上最高のスポーツ選手と評される伝説的な存在である。インテルとACミランのホームであるスタディオ・ジュゼッペ・メアッツァにその名を残している。

## 経歴
1910年、イタリア王国（当時）のミラノで生まれたメアッツァは、画家だった父親が1917年に第一次世界大戦で戦死した為、母親のエルシラとの貧しい母子家庭で幼少期を過ごした。当時7歳のメアッツァは市場で果物を売る母を手伝ったが、父親を失う少し前、6歳の頃からサッカーを始めており既に夢中だった。近所の子供達とストリートサッカーチーム"Maestri Campionesi"を結成、暇を見てはボロ布を丸めたボールを追う日々を過ごしていたという。エルシラは将来を考え、幾度かメアッツァのシューズを隠してまでサッカーを止めさせようとしたが、メアッツァは裸足でストリートサッカーを続け、これは後年の優れたボールテクニックを育てる土壌となった。12歳になったメアッツァはサッカー選手として生きていく事を決意、地元の"Gloria F.C."に入団してプロを目指し始めた。この時使用していたメアッツァの人生最初のスパイクは後に彼のファンが買い取り、現在も保存されている。
インテルの下部組織出身で、17歳でトップチームデビューした直後から主力として活躍。1930年代のインテルの隆盛の中心にあり、クラブに2度のリーグ優勝をもたらすとともに、自身も3度の得点王に輝いた。
1930年には19歳でイタリア代表に初選出。デビュー戦でいきなり2ゴールを挙げ、以降アズーリ（イタリア代表）のエースとして君臨し、1934年・1938年のワールドカップ連覇の原動力となった。53試合出場33得点という記録は、ルイジ・リーバに次ぐイタリア歴代2位。セリエA通算ゴール数は220ゴールで歴代3位。キャリア338ゴールはイタリア人2位である。

## 主なタイトル
- セリエA優勝：3回
- コッパ・イタリア：2回

### 個人タイトル
- セリエA得点王：3回
- 20世紀世界最優秀選手 21位 (1999年、国際サッカー歴史統計連盟選定)
- 20世紀欧州最優秀選手 15位 (1999年、国際サッカー歴史統計連盟選定)
- 20世紀の偉大なサッカー選手100人　37位（ワールドサッカー誌選出　1999）

## 個人成績
| 国内大会個人成績 | 国内大会個人成績 | 国内大会個人成績 | 国内大会個人成績 | 国内大会個人成績 | 国内大会個人成績 | 国内大会個人成績 | 国内大会個人成績 | 国内大会個人成績 | 国内大会個人成績 | 国内大会個人成績 | 国内大会個人成績 |
| 年度             | クラブ           | 背番号           | リーグ           | リーグ戦         | リーグ戦         | リーグ杯         | リーグ杯         | オープン杯       | オープン杯       | 期間通算         | 期間通算         |
| 年度             | クラブ           | 背番号           | リーグ           | 出場             | 得点             | 出場             | 得点             | 出場             | 得点             | 出場             | 得点             |
| イタリア         | イタリア         | イタリア         | イタリア         | リーグ戦         | リーグ戦         | イタリア杯       | イタリア杯       | オープン杯       | オープン杯       | 期間通算         | 期間通算         |
| ---------------- | ---------------- | ---------------- | ---------------- | ---------------- | ---------------- | ---------------- | ---------------- | ---------------- | ---------------- | ---------------- | ---------------- |
| 1927-28          | インテル         |                  | セリエA          | 33               | 12               |                  |                  |                  |                  |                  |                  |
| 1928-29          | インテル         |                  | セリエA          | 29               | 33               |                  |                  |                  |                  |                  |                  |
| 1929-30          | インテル         |                  | セリエA          | 33               | 31               |                  |                  |                  |                  |                  |                  |
| 1930-31          | インテル         |                  | セリエA          | 34               | 24               |                  |                  |                  |                  |                  |                  |
| 1931-32          | インテル         |                  | セリエA          | 28               | 21               |                  |                  |                  |                  |                  |                  |
| 1932-33          | インテル         |                  | セリエA          | 32               | 20               |                  |                  |                  |                  |                  |                  |
| 1933-34          | インテル         |                  | セリエA          | 32               | 21               |                  |                  |                  |                  |                  |                  |
| 1934-35          | インテル         |                  | セリエA          | 30               | 18               |                  |                  |                  |                  |                  |                  |
| 1935-36          | インテル         |                  | セリエA          | 29               | 25               |                  |                  |                  |                  |                  |                  |
| 1936-37          | インテル         |                  | セリエA          | 26               | 11               |                  |                  |                  |                  |                  |                  |
| 1937-38          | インテル         |                  | セリエA          | 26               | 20               |                  |                  |                  |                  |                  |                  |
| 1938-39          | インテル         |                  | セリエA          | 16               | 4                |                  |                  |                  |                  |                  |                  |
| 1939-40          | インテル         |                  | セリエA          | 0                | 0                |                  |                  |                  |                  |                  |                  |
| 1940-41          | ACミラン         |                  | セリエA          | 14               | 6                |                  |                  |                  |                  |                  |                  |
| 1941-42          | ACミラン         |                  | セリエA          | 23               | 3                |                  |                  |                  |                  |                  |                  |
| 1942-43          | ユヴェントス     |                  | セリエA          | 27               | 10               |                  |                  |                  |                  |                  |                  |
| 1943-44          | -                |                  | -                | -                | -                |                  |                  |                  |                  |                  |                  |
| 1944-45          | バレーゼ         |                  | -                | (20)             | (7)              |                  |                  |                  |                  |                  |                  |
| 1945-46          | アタランタ       |                  | セリエA          | 14               | 2                |                  |                  |                  |                  |                  |                  |
| 1946-47          | インテル         |                  | セリエA          | 17               | 2                |                  |                  |                  |                  |                  |                  |
| 通算             | イタリア         | イタリア         | セリエA          | 443              | 268              |                  |                  |                  |                  |                  |                  |
| 総通算           | 総通算           | 総通算           | 総通算           | 443              | 268              |                  |                  |                  |                  |                  |                  |

## 代表歴
- イタリア代表 1930-1939
  - 代表デビュー：1930年2月9日
  - 代表通算：54試合出場 33得点
  - 1934 FIFAワールドカップ優勝
  - 1938 FIFAワールドカップ優勝